# Clubiona pterogona
Clubiona pterogona är en spindelart som beskrevs av Yang, Song och Zhu 2003. Clubiona pterogona ingår i släktet Clubiona och familjen säckspindlar. Inga underarter finns listade i Catalogue of Life.